# Estadio Islas Malvinas
El Estadio Islas Malvinas es un recinto deportivo propiedad del Club Atlético All Boys, ubicado en la ciudad de Buenos Aires, Argentina. Se sitúa en la calle Mercedes 1951, en el barrio de Monte Castro. Sin embargo, popularmente se lo asocia a Floresta. Inaugurado en 1963, fue bautizado con ese nombre luego de la guerra de las Malvinas en 1982. 

## Comienzos
Leandro Rígoli cedió sin cargo, por ocho años, la propiedad comprendida entre las calles avenida Gaona, avenida Segurola, Morón y Sanabria. Se construyó una tribuna techada y cinco habitaciones para los jugadores. Luego, en 1924 se instaló en la avenida Segurola 1351, donde inauguró su nueva cancha jugando un partido amistoso contra Temperley e igualaron 0 a 0.
Ya para 1937, cuando empezó el profesionalismo en el ascenso, All Boys tenía su nuevo estadio en la manzana comprendida por las calles: avenida Segurola, Indio (actual Elpidio González), Sanabria y Miranda, donde hizo de local hasta 1959.

## Historia

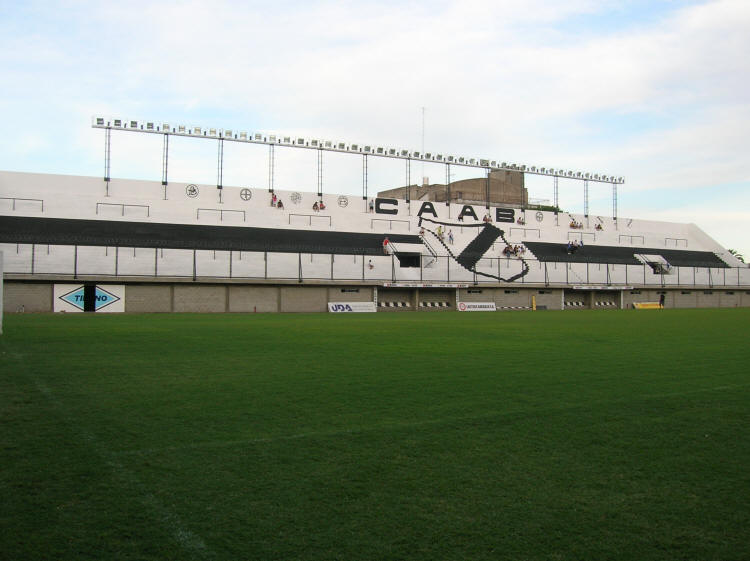
Nueva tribuna de Chivilcoy para 8.500 personas.

El 10 de noviembre de 1959, se sancionó la ley 14 934, por la cual el Estado Nacional donó el terreno al Club Atlético All Boys, ubicado sobre la Avenida Álvarez Jonte, entre las calles Chivilcoy y Mercedes, de la ciudad de Buenos Aires.
En 1963 se inauguró el estadio Islas Malvinas, en un encuentro frente al Club Deportivo Riestra, en el cual el equipo anfitrión venció de forma contundente.
Al momento de la inauguración el estadio contaba con dos tribunas laterales.
Debido a los importantes logros obtenidos, el estadio debió reformarse en diversas ocasiones, su más importante obra fue la construcción de una segunda bandeja sobre la calle Mercedes, y también se construyó una pequeña tribuna cabecera que da a la avenida Álvarez Jonte, así, para fines de la década de 1980, tenía una capacidad para unos 12 000 espectadores.
Permaneció de la misma manera hasta mediados de 2004, cuando un grupo de socios constituyó el "Grupo Tribuna Miranda" (GTM), logrando recaudar los fondos necesarios para construir una tribuna sobre la calle Miranda. La misma fue inaugurada el 16 de agosto de 2001 y tiene capacidad para albergar 3000 espectadores, aumentando la capacidad a 15.000 personas en total.
En el 2006 se desmontó la tribuna de tablones de madera de la calle Chivilcoy y el 20 de septiembre se iniciaron simbólicamente las obras de la nueva tribuna de cemento con capacidad para más de 8 000 espectadores, que  se construyó entre enero y julio de 2007.  
Se trasladaron los bancos de suplentes y se construyeron los vestuarios en esta nueva tribuna. Ya finalizada la obra la subcomisión del hincha y otros hinchas que se acercaron de buena fe al club y pintaron la tribuna. Así finalmente la capacidad del estadio aumentó a 21 500 personas.
En 2008 se inauguró un nuevo sistema lumínico y desde entonces el club pudo jugar partidos en horas nocturnas, algo que hasta ese momento era imposible. Debajo de la tribuna hay cuatro vestuarios, jacuzzi, sala de masajes, un departamento médico, sala de prensa y este año fue inaugurada una sala de lavandería para que todas las prendas sean lavadas en el club. Sobre la nueva platea baja de Mercedes, se construyeron palcos y se remodelaron las cabinas de transmisión. La platea alta, después de mucho trabajo y de correr el riesgo de ser demolida, fue restaurada. Se llama “Tribuna de los Presidentes” y está habilitada.
En el 2012 se reformó un sector de la Casa del Deportista donde se instaló un palco que ocupan los directivos visitante dotándolo de televisión, frigobar y butacas para que puedan observar el encuentro desde este sector que se ingresa desde la calle.
En el mismo año se instaló una Pantalla LED de 5 x 4 m detrás de la tribuna Jonte (inaugurada de manera oficial ante Godoy Cruz).

## Origen del nombre

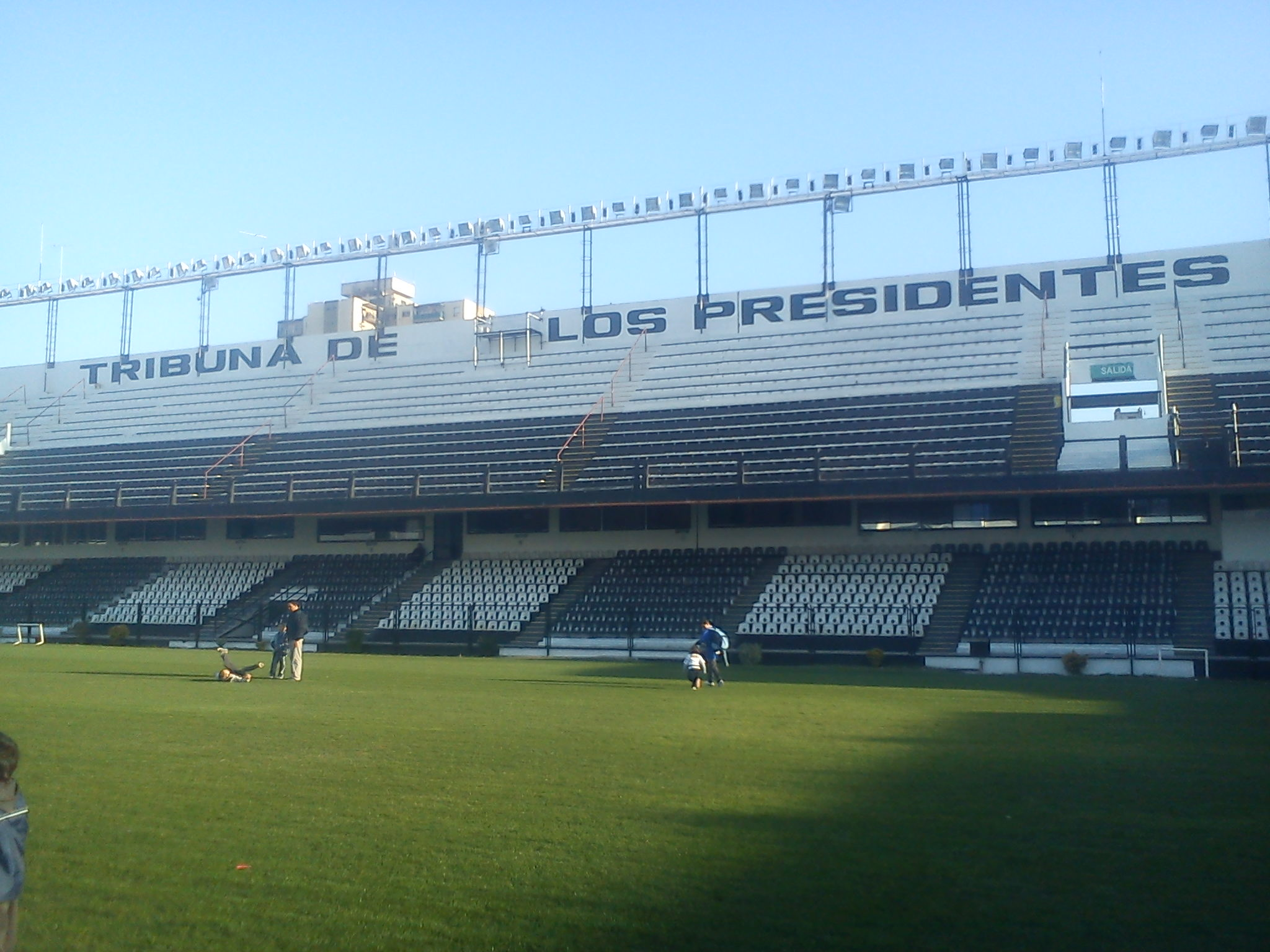
Plateas sobre Mercedes modernas y reformadas

### Honor a la Cuestión de Malvinas
La Cuestión de las islas Malvinas es para All Boys un motivo de orgullo y de honor. Hoy el estadio lleva el nombre de Islas Malvinas.
Desde el momento que desembarcaron en Malvinas para recuperar el territorio, All Boys decidió tomar partido como institución y la junta directiva puso manos a la obra para ver de que manera se podía comprometer al club con el conflicto.
Hoy el club está directamente ligado a los excombatientes y a todas las agrupaciones que los representan. El Club Atlético All Boys lleva adelante una serie de homenajes y reconocimientos cada día 2 de abril.

### Homenaje a los desaparecidos
El sábado 7 de noviembre de 2009, el Club Atlético All Boys y la Asociación Cultural José Martí de la República Argentina realizaron un homenaje por la Memoria de cuatro militantes populares desaparecidos por el terrorismo de Estado, todos ellos socios del club.

## Eventos políticos

### Homenajes
Nicolás Maduro —presidente venezolano—, luego de reunirse con Cristina Fernández de Kirchner, encabezó un acto donde comparó a los expresidentes Hugo Chávez y Néstor Kirchner con Simón Bolívar y José de San Martín.

"Es impresionante ver como hoy estamos a casa llena, no cabe un alfiler en este estadio, esta cancha es una casa de pasión, de vida y de lucha. (...)".
Nicolás Maduro en un Acto multitudinario (8 de mayo de 2013)

## Eventos musicales y televisivos

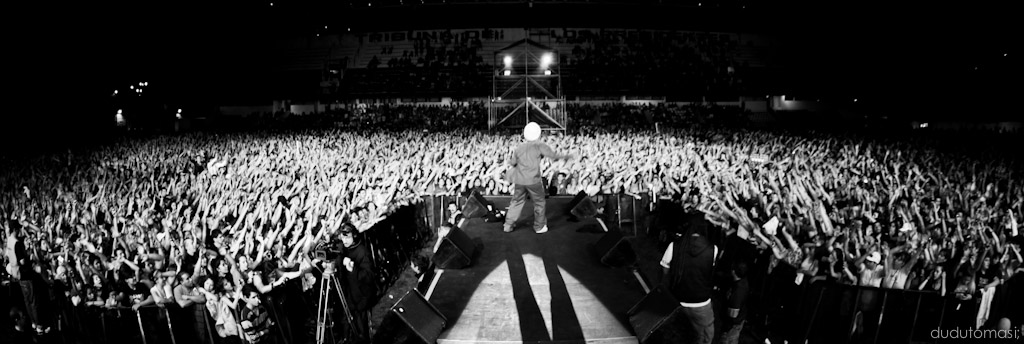
Dread Mar-I en el Estadio Islas Malvinas (2011)

Debido a su capacidad, el Estadio Islas Malvinas es un escenario recurrente para los grupos musicales reconocidos en Argentina. Los conciertos realizados en el estadio son una fuente de ingresos económicos fundamental para el club. Entre los artistas internacionales que han realizado presentaciones en el Islas Malvinas se destacan La Ley (1984), No Te Va Gustar (2000) y Manu Chao (2005 y 2009).
En el año 2013 el estadio quedó suspendido para eventos musicales por un año por faltas de seguridad en el concierto de Almafuerte.
En televisión las series producidas por Pol-ka Primicias (2000) y  Son Amores (2002-2004), ambas escenas se rodaron en el Islas Malvinas.

### Principales conciertos y eventos
| País                      | Artista                                            | Año  |
| ------------------------- | -------------------------------------------------- | ---- |
| Bandera de Argentina      | V8                                                 | 1984 |
| Bandera de Argentina      | Los Violadores                                     | 1984 |
| Bandera de Argentina      | Javier Martínez, Alejandro Medina, Pajarito Zaguri | 1984 |
| Bandera de Argentina      | Thor                                               | 1984 |
| Bandera de Chile          | La Ley                                             | 1984 |
| Bandera de Argentina      | Rata Blanca                                        | 1988 |
| Bandera de Argentina      | Rata Blanca                                        | 1991 |
| Bandera de Argentina      | Fun People                                         | 1998 |
| Bandera de Argentina      | She-Devils                                         | 1998 |
| Bandera de Argentina      | Bersuit Vergarabat                                 | 1998 |
| Bandera de Argentina      | Los Piojos                                         | 1998 |
| Bandera de Estados Unidos | Los Crudos                                         | 1998 |
| Bandera de Argentina      | Los Piojos                                         | 1999 |
| Bandera de Uruguay        | No Te Va Gustar                                    | 2000 |
| Bandera de Francia        | Manu Chao                                          | 2005 |
| Bandera de Argentina      | Ratones Paranoicos                                 | 2006 |
| Bandera de Argentina      | Intoxicados                                        | 2006 |
| Bandera de Argentina      | Jóvenes Pordioseros                                | 2006 |
| Bandera de Argentina      | Los Gardelitos                                     | 2006 |
| Bandera de Francia        | Manu Chao                                          | 2009 |
| Bandera de Argentina      | Dread Mar-I                                        | 2011 |
| Bandera de Argentina      | La 25                                              | 2012 |
| Bandera de Argentina      | Almafuerte                                         | 2013 |
| Bandera de Argentina      | Don Osvaldo                                        | 2025 |

## Datos
Ubicación: Mercedes 1951. Ciudad de Buenos Aires.
Colectivos cercanos: 106 - 109 - 53 - 114 - 135 - 85 - 124
Trenes: Línea Sarmiento: Estación Floresta (18 cuadras) - Línea San Martín: Estación Villa del Parque (18 cuadras)